# Доплер ултразвучни преглед пупчане артерије
Доплер ултразвучни преглед пупчане артерије (ДУПА) је радиолошка метода која се користи за испитивање стања фетуса у трећем тромесечју трудноће.Како ДУПА указује на повећани васкуларни отпор, он омогућава идентификацију високоризичних трудноћа. У том смислу абнормални ДУПА је маркер плацентне инсуфицијенције и последичне интраутерине рестрикције раста (ИУРР)  или сумње на прееклампсију. 
Током дугогодишње примене ДПА утврђено је да ова метода смањује перинатални морталитет и морбидитет у високо ризичним акушерским ситуацијама 5 .
Током примене ДУПА,  испитивање треба спровести опрезно, због забринутости у вези са загревањем/термалним ефектима високог интензитета Доплер ултразвука.

## Основне информације
Током трудноће, фетус док расте повезан је са постењицом (плацентом) пупчаном врпцом. Пупчана врпца се састоји од две артерије  и једне вене која преноси крв богату хранљивим материјама и кисеоником из постењице у фетални циркулаторни систем. Мање пупчане артерије су упарене и преносе деоксигенисану крв из фетуса у постењицу, коју пумпа срце фетуса.
Пупчана врпца фетуса може се лако видети у другом и трећем триместру и рутински се процењује. Поред тога, доплер процена пупчане артерије може да се уради у ултразвучном прегледу у другом и трећем триместру. Ова евалуација може пружити информације о феталној плацентној и кардиоваскуларној функцији на основу отпора протока крви. То је неинвазивна метода проучавања хемодинамских образаца за одређивање добробити фетуса. Ово је посебно важно код сваког фетуса са познатим или сумњивим интраутериним ограничењем раста (ИУОР) или компресијом пупчане врпце из нухалне врпце или чворова.
Анализа доплер процене пупчане артерије може пружити низ информација о феталној циркулацији, укључујући присуство, запремину и смер протока; профил брзине; и присутна импеданција или отпор. Према томе Доплер ултразвуком, хемодинамика пупчане артерије може ефикасно водити бригу о фетусу и мајци. 
Неке од предности ДУПА укључују:
- Нормална отпорност на проток у раном другом тромесечју трудноће је релативно висока.
- Нормалан отпор протока у трећем тромесечју трудноће се смањује.
- Високоотпорни таласни облици су увек абнормални.
- Када серијски ултразвучни прегледи покажу упорно смањен дијастолни проток, то указује на стварни или потенцијални фетални компромис и лоше исходе трудноће.
- Сваки знак преокрета дијастолног протока је репрезентативан за озбиљно компромитован фетус.

У акушерству, ДУПА — заједно са другим системима за праћење фетуса и одговарајућом и благовременом интервенцијом — може предвидети и смањити перинатални морталитет у одређеним трудноћама високог ризика.

## Индикације
ДПА процена је индикована у стањима где постоји ризик од ограничења раста фетуса или лошег перинаталног исхода. Такође се користи за инсценирање синдрома међублизаначке трансфузије.
ДПА ултразвучна процена фетоплаценталне циркулације није индикована у трудноћама ниског ризика.

##### Индикације за мајку
- шећерна болест
- хронична болест бубрега
- хипертензија
- протромботичка стања

##### Стања у вези са трудноћом
- сумња на интраутерину рестрикција раста
- претходна трудноћа са интраутерином рестрикцијом раста или феталном смрћу у материци
- смањено кретање фетуса
- олигохидрамнион
- полихидрамниона
- мултифетална трудноћа